# Corona 69
Corona 69 – amerykański satelita rozpoznawczy do wykonywania zdjęć powierzchni Ziemi. Pierwszy statek serii Keyhole-4A tajnego programu CORONA.

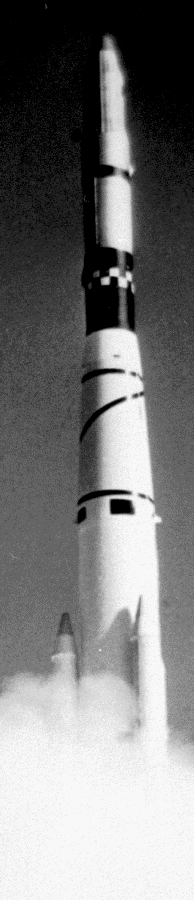
Start rakiety Thor Agena D z satelitą Corona 69

Część zdjęć była zamglona. Udało się odzyskać tylko jedną z dwóch kapsuł powrotnych z materiałem filmowym. Odzyskania dokonano w powietrzu, nad Oceanem Spokojnym.